# Холидеј (Мисури)
Холидеј (енгл. Holliday) град је у америчкој савезној држави Мисури.

## Демографија
По попису из 2010. године број становника је 137, што је 8 (6,2%) становника више него 2000. године.
| Група             | 2000.       | 2010.       |
| Белци             | 128 (99,2%) | 135 (98,5%) |
| Афроамериканци    | 0 (0,0%)    | 1 (0,7%)    |
| Азијати           | 0 (0,0%)    | 0 (0,0%)    |
| Хиспаноамериканци | 1 (0,8%)    | 0 (0,0%)    |
| Укупно            | 129         | 137         |